# Chastleton House
Chastleton House ( /s tʃ æ əl t ən / ) est une  maison de campagne jacobéenne à Chastleton, Oxfordshire, en Angleterre, près de Moreton-in-Marsh. Elle appartient au National Trust depuis 1991 et est un bâtiment classé Grade I.

## Histoire

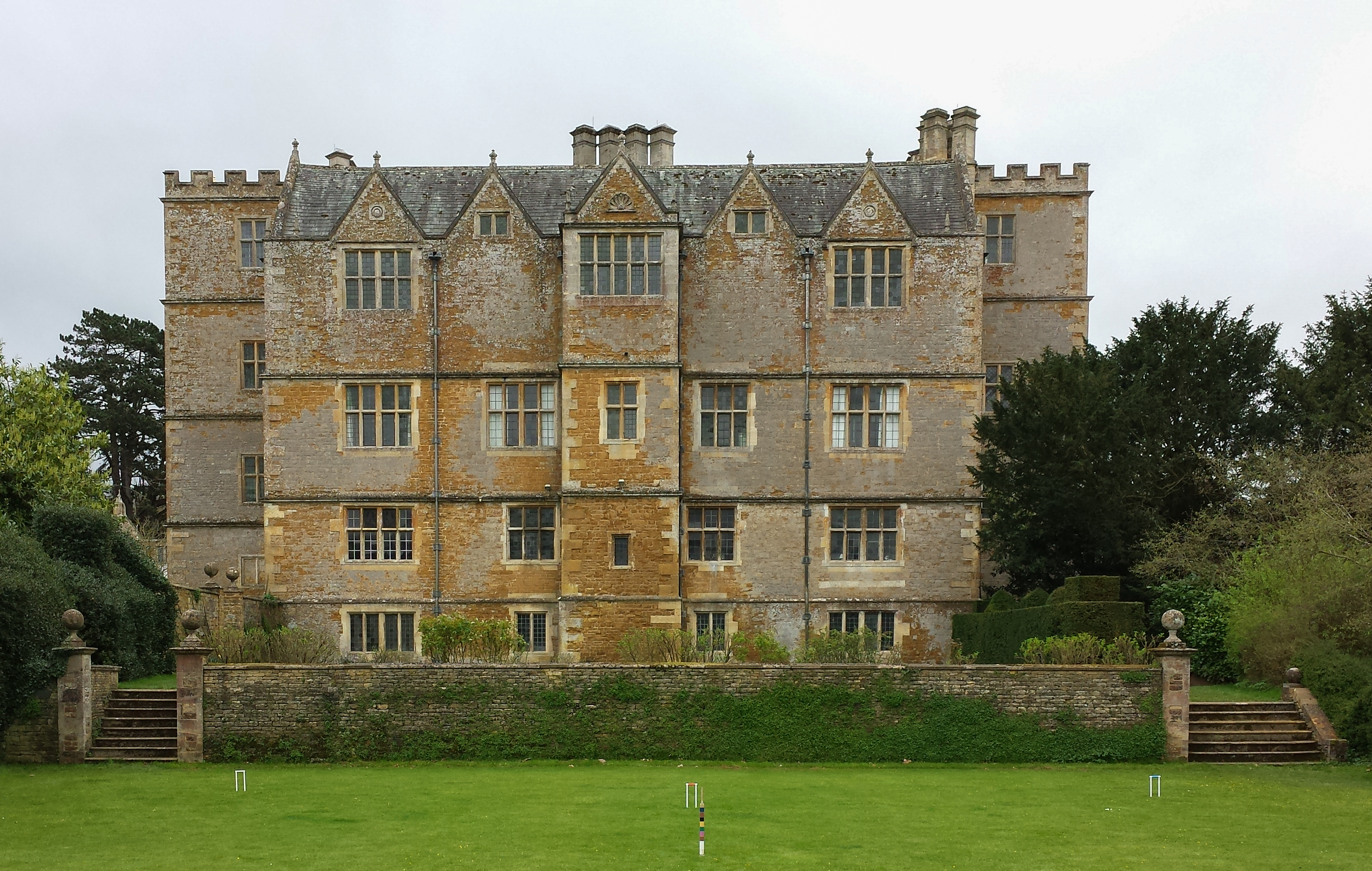
Chastleton House – arrière

Chastleton House est construit entre 1607 et 1612, peut-être par Robert Smythson pour Walter Jones, qui a fait fortune dans le droit  bien que sa famille soit à l'origine des marchands de laine gallois. Le domaine est acheté en 1604 à Robert Catesby, bien que sa résidence ait été démolie pour faire place à la nouvelle maison et qu'il ne reste aucune trace de la construction d'origine à cet endroit. La maison est construite en pierre de Cotswold, autour d'une petite cour, appelée la cour Dairy.
Chastleton House est célèbre pour un épisode de la guerre civile anglaise dans lequel une épouse fidèle a dupé (et drogué) des Têtes-Rondes pour sauver son mari. Mary Whitmore Jones hérite de Chastleton en 1874 à l'âge de 51 ans à la mort de son frère, Willie. Elle est ainsi la première femme héritière du domaine. Mary est une écrivaine prolifique et aussi la conceptrice, entre 1875 et 1898, du Chastleton Patience Board, par la suite fabriqué par J. Jaques &  Son. Après quelques années, elle confie la gestion du domaine à son neveu, Thomas Whitmore Harris. La maison est ensuite louée et Mary emménage dans le presbytère de Chastleton en tant que locataire. Elle meurt en 1915. Le critique d'art Alan Clutton-Brock et son épouse Barbara (née Foy) sont les derniers propriétaires du manoir (il est passé de la famille Jones aux Clutton-Brock, parents par alliance).

## Description
Chastleton House se distingue des autres maisons de ce type à plusieurs égards. Elle n'a jamais eu de parc à l'approche longue et paysagère comme beaucoup d'autres maisons de son époque. Il a plutôt été construit dans un village existant, le village de Chastleton, qui fournit de nombreux services pour la maison qui auraient autrement été attenants, tels qu'une buanderie, un étang à poissons et un fournil.
Deuxièmement, jusqu'à son acquisition par le Trust en 1991, il appartient à la même famille pendant près de 400 ans. Son traitement par le Trust est tout aussi inhabituel, avec une politique de conservation (souvent appelée « pourriture contrôlée ») plutôt que de restauration, permettant aux visiteurs de voir la maison en grande partie telle qu'elle était lors de son acquisition . Grâce à l'approche du Trust, un grand nombre de pièces de la maison sont ouvertes au public.
A noter en particulier la longue galerie, avec son plafond voûté en berceau, d'une longueur de 72 pieds (21,9456 m). Il s'agit d'une caractéristique impressionnante de l'époque, bien que la galerie de Montacute House dans le Somerset soit d'un âge similaire et à 172 pieds ( Unité «  » inconnue du modèle {{Conversion}}.), est la plus longue d'Angleterre. Comme une grande partie de la maison, le plafond de la Long Gallery a subi des dommages. La négligence du toit pendant près de deux siècles a entraîné la défaillance d'une partie du plafond en plâtre au début des années 1800, mais il n'a été réparé qu'en 1904-1905, lorsque deux artisans locaux sont engagés pour réparer les pertes .

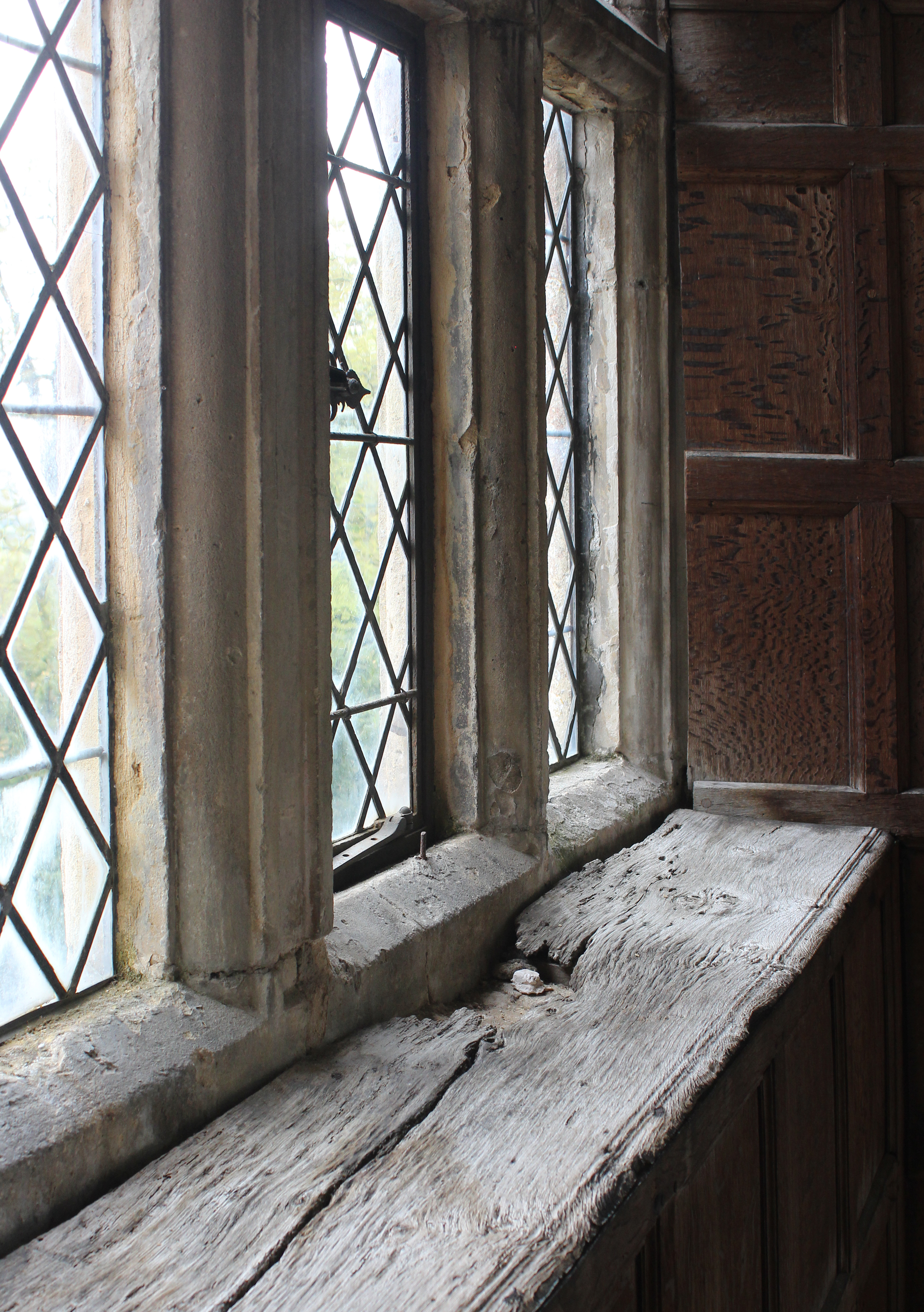
Fenêtre jacobéenne au dernier étage

L'impressionnante Grande Chambre est également intéressante. Conçu pour le divertissement des invités les plus importants et pour le jeu de la musique, le schéma de conception a ses racines dans l'Italie de la Renaissance. La disposition des boiseries s'inspire un peu du classique, tout comme les cocardes peintes autour de la frise, représentant les douze prophètes de l'Ancien Testament et les douze sibylles ou prophétesses de l'Antiquité. Dans la Grande Chambre se trouvent également un ensemble de verres jacobites Fiat gravés des emblèmes jacobites de roses, de feuilles de chêne et d'une rose des vents, qui trahissent les sympathies de la famille au XVIIIe siècle. Ceux-ci appartenaient probablement à Henry Jones IV, qui est le président du Gloucestershire Cycle Club, l'un des plus anciens clubs jacobites établis .
Parmi les autres éléments d'intérêt de la maison, citons la Bible de Juxon, qui aurait été utilisée par l'aumônier, l'évêque Juxon, lors de l'exécution de Charles Ier. La famille de Juxon vivait localement à Long Compton jusqu'à ce que sa famille s'éteigne au XVIIIe siècle, date à laquelle on pense qu'elle a été donnée à John Jones II parce que le clan Jones est une autre famille avec des sympathies jacobites .
En 1919, un certain nombre de tapisseries importantes sont découvertes dans la maison et sont interprétées comme des preuves de la création d'une entreprise de tissage de tapisserie au manoir de William Sheldon (mort en 1570) à Barcheston, près de Shipston-on-Stour, Warwickshire . L'une de ces tapisseries est actuellement exposée dans la chambre du milieu et une autre fait partie de la collection permanente du Victoria and Albert Museum de Londres.

## Jardin de Chastleton

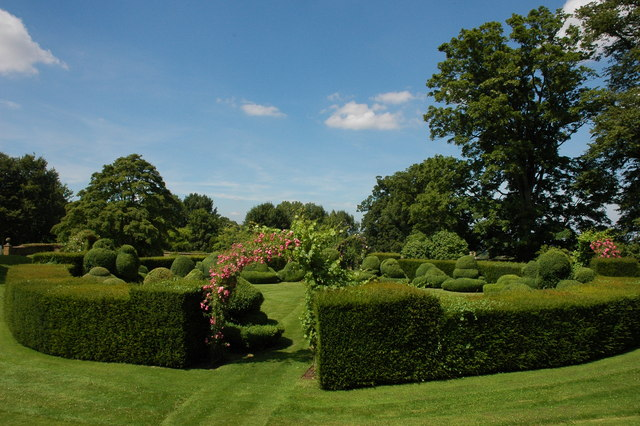
Jardins à Chastleton

Le jardin classé Grade II à Chastleton a subi un certain nombre de révisions depuis l'achèvement de la maison en 1612. Il n'existe aucun témoignage archéologique d'un jardin sur ce site avant cette date : en effet, le Jardin Nord est séparé par une ancienne limite de champ.
Il n'y a pas de carte ou de preuves écrites pour suggérer comment le jardin a été aménagé par Walter Jones en 1612, mais les murs qui entourent le jardin sont du XVIIe siècle, et des preuves archéologiques qui suggèrent que le jardin a été aménagé de la même manière dans le 400 dernières années. Il est aménagé selon la recommandation proposée par Gervase Markham dans son livre The English Husbandman (1613) - un parvis à l'avant de la maison, avec la cour de base (ou basse) d'un côté, qui comprend les écuries et d'autres bâtiments agricoles. Les deux autres côtés de la maison devraient être composés de jardins, divisés en un verger, un potager et un meilleur (ou d'agrément) jardin, planté de plantes plus ornementales .
À l'époque, le parvis de Chastleton décrivait la zone d'entrée sous la cour de la maison (la zone directement devant la maison). La cour de la maison était surélevée légèrement au-dessus du parvis par un petit mur de soutènement, probablement surmonté d'une balustrade. Il y avait probablement peu de plantes à l'avant de la maison au début du XVIIe siècle, la cour de la maison étant peut-être pavée ou comportant deux plaques de gazon de chaque côté de l'allée centrale comme l'avant-cour.

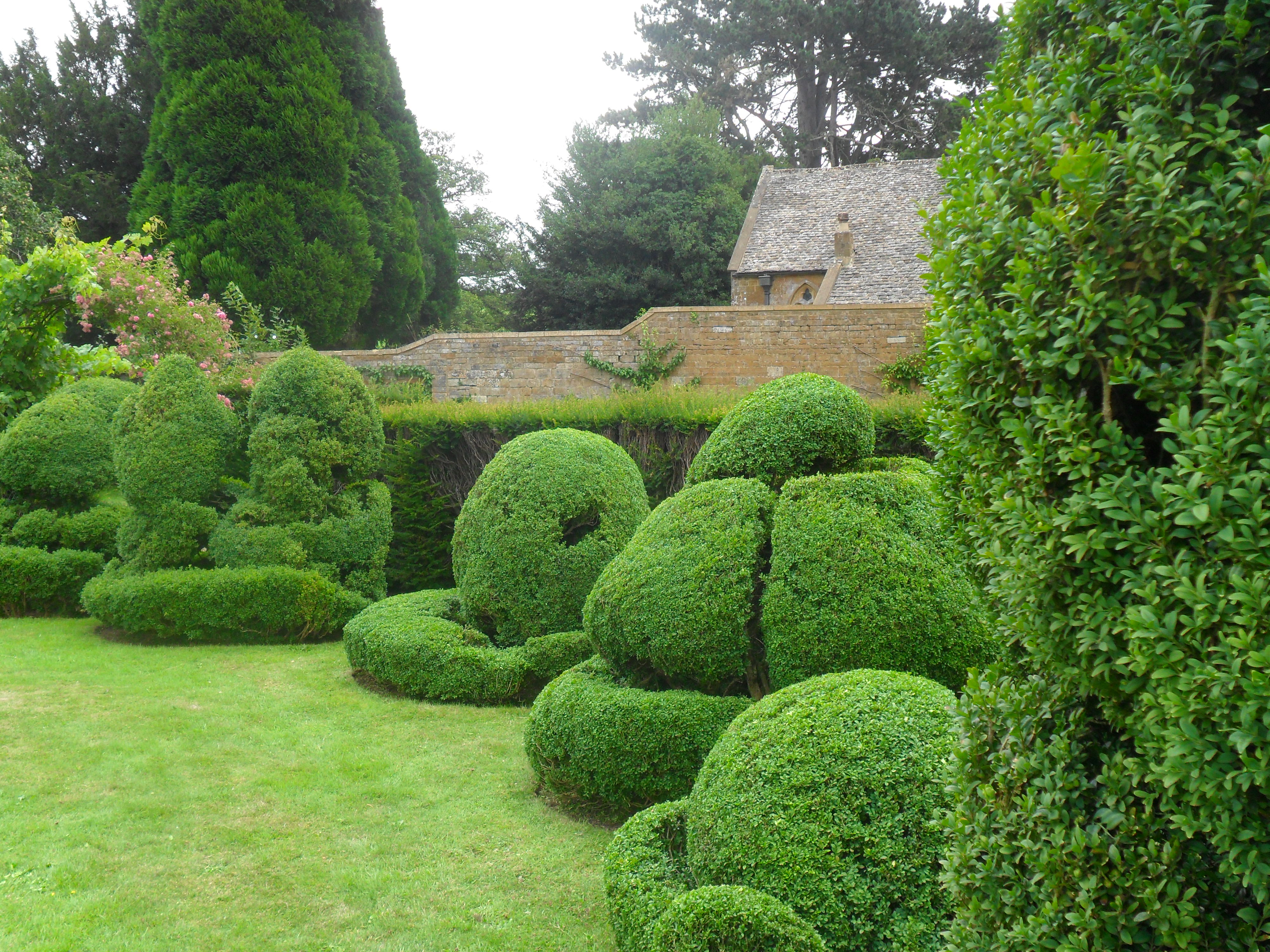
Jardins à Chastleton

À l'est se trouvait le Pleasaunce ou jardin d'agrément. C'est le meilleur jardin, qui est nivelé, mais avec une terrasse panoramique d'un côté qui donne également l'entrée à l'église à l'extrémité opposée. La conception de ce jardin n'est pas connue, mais il était presque certainement entouré de hauts murs avec des arbres fruitiers dressés contre lui. Le meilleur jardin est aménagé selon le modèle circulaire que nous voyons aujourd'hui par Dorothy Whitmore Jones en 1833, bien qu'il soit suggéré qu'il y avait déjà des buis là-bas. Des lits ont été ajoutés à l'intérieur de la haie circulaire dans les années 1890 ou 1900, puis engazonnés à nouveau en 1972. Pendant les périodes où l'argent rentrait dans la famille, la plantation dans ce jardin était toujours renouvelée.

### Lieu de naissance du croquet
Au nord se trouvent des terrasses, nivelées à partir du terrain en pente. Il y a des preuves d'une terrasse de culture médiévale et les restes de l'ancien mur d'enceinte du jardin. Il y avait un terrain de boules sur la terrasse du milieu et la troisième terrasse peut également avoir été le site du potager d'origine .
Aujourd'hui, les terrasses du milieu sont le site de deux pelouses de croquet, à l'origine aménagées par Walter Whitmore-Jones dans les années 1860. Sa version des règles du croquet publiée dans The Field en 1865 est devenue définitive, et Chastleton est considéré comme le berceau du croquet en tant que sport de compétition,,. L'équipement est fourni par le National Trust et en été, les visiteurs peuvent jouer au croquet s'ils le souhaitent.
Le potager tel qu'il est aujourd'hui est clôturé en 1847 et formé du jardin existant et d'une partie du terrain attenant. Il est aménagé en quatre parcelles d'un côté d'un large chemin et deux de l'autre côté, et le potager d'aujourd'hui a été récemment rajeuni pour former également ce modèle.

## Lieu de tournage
Chastleton House a été utilisé comme l'un des lieux de tournage de la série télévisée Wolf Hall 2015 de la BBC Two et représentait « Wolf Hall », la maison des Seymour .